# Coconut Records
Coconut Records ist ein deutsches Independent-Label, das im Januar 1981 vom Produzenten-Duo Tony Hendrik (Synonym Junior Torello) und Karin Hartmann (Synonym K. van Haaren) gegründet wurde und über einen Vertriebsvertrag mit Hansa Records verbunden war. Eine der ersten Bands im Katalog war das Girl-Trio À La Carte mit wechselnder Besetzung. Deren Single You Get Me On The Run (Januar 1981) war die erste, die dem jungen Label zu Aufmerksamkeit verhalf, als sie Rang 41 der deutschen Hitparade erreichte. Im Laufe der 80er-Jahre konnten die Bad Boys Blue sowie Wolfgang Petry zahlreiche Hitparaden-Platzierungen erreichen. Größter Erfolg war 1993 der Eurodance-Hit What Is Love von Haddaway, welcher weltweit 2,6 Millionen Exemplare umsetzte.
Die bisherigen Inhaber Hendrik/Hartmann verkauften Coconut Records im Januar 2007 an die Coconut Music Ltd. & Co. KG, hinter welcher eine lokal verankerte Investorengruppe steht.
Nach wie vor gehört Karin Hartmann zur Geschäftsführung, während Tony Hendrik bereits 2003 das Unternehmen verlassen hat.
Im März 2024 übernahm BMG Rights Management den Katalog des Labels.

## Labelkatalog (Auswahl)

A La Carte – You Get Me on the Run

- Bad Boys Blue
- Chyp-Notic
- Haddaway
- Londonbeat
- The Searchers
- Soultans
- The Weather Girls
- Wolfgang Petry
- Xanadu